# ويليام إتش. ييل
ويليام إتش. ييل هو محامي وسياسي أمريكي، ولد في 12 نوفمبر 1831 في نيو هيفن في الولايات المتحدة، وتوفي في 25 يناير 1917 في سانت بول في الولايات المتحدة. نشط حزبياً في الحزب الجمهوري. وقد انتخب عضو مجلس نواب مينيسوتا ‏ وانتخب عضو مجلس ولاية مينيسوتا ‏.